# 싸이월드 디지털 뮤직 어워드
싸이월드 디지털 뮤직 어워드(Cyworld Digital Music Awards)는 2006년부터 싸이월드가 실시하는 콘서트형 음악 시상식이다. 현재는 개최가 중단된 상태이다.

## 같이 보기
- 싸이월드
- SK텔레콤